# Stanley Adams (acteur)
Pour les articles homonymes, voir Adams et Stanley Adams.
Stanley Adams (parfois crédité Stan Adams) est un acteur et scénariste américain, né le 7 avril 1915 à New York (État de New York), mort le 27 avril 1977 à Santa Monica (Californie).

## Biographie
Au cinéma, comme second rôle de caractère (ou dans des petits rôles non crédités), Stanley Adams contribue à cinquante-sept films américains, le premier sorti en 1954. Le dernier sort le 4 août 1977, plus de trois mois après sa mort par suicide, d'une balle de revolver.
Parmi ses films notables, citons Femme d'Apache de Charles Marquis Warren (1957, avec Joel McCrea et Barbara Stanwyck), Diamants sur canapé de Blake Edwards (1961, avec Audrey Hepburn et George Peppard), La Nef des fous de Stanley Kramer (1965, avec Vivien Leigh et Simone Signoret), ou encore Tout ce que vous avez toujours voulu savoir sur le sexe sans jamais oser le demander de Woody Allen (1972, avec le réalisateur et John Carradine).
À la télévision, il joue dans dix téléfilms de 1957 à 1975. Mais surtout, il participe à cent-trente-deux séries (plusieurs dans le domaine du western) entre 1954 et 1977, dont Les Incorruptibles (deux épisodes, 1959-1963), La Quatrième Dimension (deux épisodes, 1961-1964), La Grande Caravane (cinq épisodes, 1963-1965) et Mannix (quatre épisodes, 1973-1974).
Signalons également Requiem pour un champion de Ralph Nelson (avec Jack Palance et Keenan Wynn), téléfilm diffusé en 1956 au sein de la série Playhouse 90, où il interprète Perelli. Il reprend ce rôle dans l'adaptation au cinéma (1962) réalisée par le même Ralph Nelson, où Anthony Quinn et Jackie Gleason reprennent eux les rôles tenus respectivement par Jack Palance et Keenan Wynn.
Comme scénariste, hormis un film sorti en 1974, Stanley Adams collabore à douze séries de 1956 à 1971, dont Monsieur Ed, le cheval qui parle (sept épisodes, 1961-1964) et Star Trek (un épisode, 1969).

## Filmographie partielle

### Comme acteur

#### Cinéma

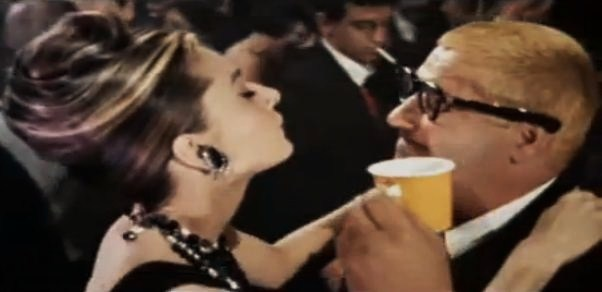
Avec Audrey Hepburn, dans Diamants sur canapé (1961)

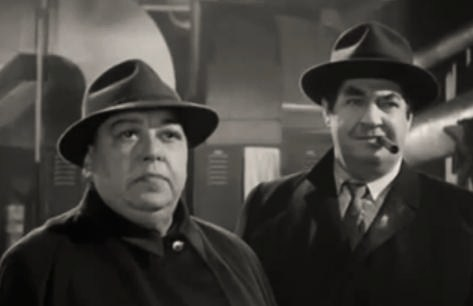
Avec Madame Spivy (à g.), dans Requiem pour un champion (1962)

- 1954 : Le Kid atomique (en) (The Atomic Kid) de Leslie H. Martinson : Wildcat Hooper
- 1955 : Colère noire (Hell on Frisco Bay) de Frank Tuttle : Hammy
- 1955 : Hell's Horizon (en) de Tom Gries : Dixie
- 1956 : Marqué par la haine (Somebody Up There Likes Me) de Robert Wise : L'avocat de Romolo
- 1956 : Calling Homicide d'Edward Bernds : Peter von Elda
- 1956 : Le Brave et le Téméraire (The Bold and the Brave) de Lewis R. Foster : Le maître-sergent
- 1957 : Femme d'Apache (Trooper Hook) de Charles Marquis Warren : Heathcliff
- 1957 : Valerie de Gerd Oswald : Dr Jackson
- 1957 : Hell Ship Mutiny de Lee Sholem et Elmo Williams : Roxy
- 1958 : Libre comme le vent (Saddle the Wind) de Robert Parrish : Joe
- 1958 : I Married a Woman de Hal Kanter
- 1959 : Un mort récalcitrant (The Gazebo) de George Marshall : Dan Shelby (voix)
- 1959 : High School Big Shot (en) de Joel Rapp (en) : Harry March
- 1959 : La Mort aux trousses (North by Northwest) d'Alfred Hitchcock : Lieutenant Harding
- 1960 : Le Grand Sam (North to Alaska) d'Henry Hathaway : Breezy
- 1960 : The Wizard of Baghdad de George Sherman : Warden Kvetch
- 1960 : Les Pièges de Broadway (The Rat Race) de Robert Mulligan : Le chauffeur de taxi
- 1961 : Diamants sur canapé (Breakfast at Tiffany's) de Blake Edwards : Rusty Trawler
- 1961 : Le Héros d'Iwo-Jima (The Outsider) de Delbert Mann : Noomie
- 1961 : Le Temps du châtiment (The Young Savages) de John Frankenheimer : Lieutenant Hardy
- 1961 : Les Pirates de la tortue (en) (Pirates of Tortuga) de Robert D. Webb :
- 1961 : Le Zinzin d'Hollywood (The Errand Boy) de Jerry Lewis : Le râleur
- 1962 : Requiem pour un champion (Requiem for a Heavyweight) de Ralph Nelson : Perelli
- 1962 : Lutte sans merci (13 West Street) de Philip Leacock : Finney, détective privé
- 1963 : Ma femme est sans critique (Critic's Choice) de Don Weis : Le barman
- 1963 : Le Lys des champs (Lilies of the Field) de Ralph Nelson : Juan
- 1964 : La mariée a du chien (Wild and Wonderful) de Michael Anderson : Le maire de Man La Loquet
- 1964 : La Maison de Madame Adler (A House Is Not a Home) de Russell Rouse : Harry
- 1964 : Le Crash mystérieux (Fate Is the Hunter) de Ralph Nelson : Bernie
- 1965 : When the Boys Meet the Girls (en) d'Alvin Ganzer : Lank
- 1965 : La Nef des fous (Ship of Fools) de Stanley Kramer : Professeur Hutten
- 1966 : Nevada Smith d'Henry Hathaway : Un commerçant
- 1967 : Thunder Alley de Richard Rush : Mac Lunsford
- 1967 : Croisière surprise (Double Trouble) de Norman Taurog : Capitaine Roach
- 1970 : L'Amoureuse (en) (The Grasshopper) de Jerry Paris : Buddy Miller
- 1970 : Move de Stuart Rosenberg : Le nouveau locataire
- 1971 : The Seven Minutes (en) de Russ Meyer : Irwin Blair
- 1972 : Tout ce que vous avez toujours voulu savoir sur le sexe sans jamais oser le demander (Everything You Always Wanted to Know About Sex* (*But Were Afraid to Ask)) de Woody Allen : Le chirurgien à l'opération de l'estomac

#### Télévision
Séries
- 1956 : Mon amie Flicka (My Friend Flicka)
  - Saison unique, épisode 15 La Mine d'or (The Golden Promise) de John English : Clay Sorrenson
- 1956 : Cheyenne
  - Saison 2, épisode 1 The Dark Rider de Richard L. Bare : Joe Epic
- 1956 : Playhouse 90
  - Saison 1, épisode 2 Requiem pour un champion (Requiem for a Heavyweight) de Ralph Nelson : Perelli
- 1956-1965 : Gunsmoke ou Police des plaines (Gunsmoke ou Marshal Dillon)
  - Saison 2, épisode 6 Indian White (1956 - Ross) de Ted Post et épisode 12 Spring Term (1956 - Le barman) de Ted Post
  - Saison 10, épisode 36 He Who Steals (1965) : Charlie Rath
- 1958-1959 : Monsieur et Madame détective (The Thin Man)
  - Saison 1, épisode 20 The Pre-Incan Caper (1958) : Farbstein
  - Saison 2, épisode 12 The Case of the Baggy Pants (1959 - Tom Kruger) de Don Weis et épisode 27 Bronze Bonze (1959 - Choui Yang)
- 1959 : Dobie Gillis (The Many Loves of Dobie Gillis)
  - Saison 1, épisode 0 (pilote) et épisode 1 Caper at the Bijou de Rodney Amateau : Kermit
- 1959 : Maverick
  - Saison 2, épisode 25 Betrayal de Leslie H. Martinson : Link
- 1959 : Bonne chance M. Lucky (Mr. Lucky)
  - Saison unique, épisode 5 That Stands for Pool (Nick Popolous) de Jack Arnold et épisode 28 Taking a Chance (Danny Devlin) de Jack Arnold
- 1959-1960 : Peter Gunn
  - Saison 1, épisode 19 Murder on the Midway (1959) : Le baron
  - Saison 2, épisode 23 Sing a Song of Murder (1960 - Bernie) de Lamont Johnson et épisode 35 Letter of the Law (1960 - Sidney) de Robert Gist
- 1959-1963 : Les Incorruptibles (The Untouchables)
  - Saison 1, épisode 10 Le Gang des trois États (The Tri-State Gang, 1959) : Willie Weinberg
  - Saison 4, épisode 26 Le Fils de Frank Argos (The Charlie Argos Story, 1963) : Max Posen
- 1960 : Rawhide
  - Saison 2, épisode 13 Les Druides (Incident of the Druid Curse) de Jesse Hibbs : Creston
- 1960 : Alfred Hitchcock présente
  - Saison 6, épisode 6 Correspondance amoureuse (Pen Pal) de John Brahm : Détective Berger
- 1961 : Denis la petite peste (Dennis the Menace)
  - Saison 2, épisode 24 Dennis and the Fishing Rod de William D. Russell : Jerry Richman
- 1961-1964 : La Quatrième Dimension (The Twilight Zone)
  - Saison 3, épisode 13 Il était une fois (Once Upon a Time, 1961) de Norman Z. McLeod : Rollo
  - Saison 5, épisode 32 La Résurrection (Mr. Garrity and the Graves, 1964) de Ted Post : Jensen
- 1962 : Le Gant de velours (The New Breed)
  - Saison unique, épisode 23 The Torch : Gruber
- 1962 : L'Homme à la carabine (The Rifleman)
  - Saison 4, épisode 31 Outlaw's Shoes de Richard Donner : Dr Jay Carter
- 1962 : Échec et mat (Checkmate)
  - Saison 2, épisode 31 The Bold and the Tough de Don Taylor : Cholly Luke
- 1962 : Le Jeune Docteur Kildare (Doctor Kildare)
  - Saison 2, épisode 1 Gravida One d'Elliot Silverstein : Dr Alexander Shoates
- 1963 : Monsieur Ed, le cheval qui parle (Mister Ed)
  - Saison 4, épisode 5 Be Kind to Humans d'Arthur Lubin : Stubby
- 1963-1965 : La Grande Caravane (Wagon Train)
  - Saison 6, épisode 24 The Emmett Lawton Story (1963) : Monte West
  - Saison 7, épisode 8 The Sam Pulaski Story (1963 - Jersey), épisode 24 The Trace McCloud Story (1964 - Merlin le Grand) de Virgil W. Vogel et épisode 29 The Stark Bluff Story (1964 - Juge Pike)
  - Saison 8, épisode 26 The Jarbo Pierce Story (1965) de William Witney : Samuel
- 1964 : Bonanza
  - Saison 5, épisode 23 The Pure Truth de Don McDougall : Shérif Tate
- 1964 : Perry Mason, première série
  - Saison 8, épisode 1 The Case of the Missing Button de Richard Donner : Pancho Morado
- 1964 : L'Homme à la Rolls (Burke's Law), première série
  - Saison 2, épisode 10 Who Killed the Tall One in the Middle? de Don Weis : Lou Manzini
- 1964 : La Famille Addams (The Addams Family)
  - Saison 1, épisode 11 La Famille modèle (The Addams Family Meet the VIPs) de Sidney Lanfield : Ila Klarpe
- 1964-1966 : Sur le pont, la marine ! (McHale's Navy)
  - Saison 3, épisode 11 The Great Eclipse (1964 - Le chef) de Frank McDonald et épisode 29 Will the Real Admiral Please Stand Up? (1965 - Le Chah de Durani)
  - Saison 4, épisode 30 Wally for Congress (1966) : Frank Templeton
- 1965 : Une mère pas comme les autres (My Mother the Car)
  - Saison unique, épisode 7 Lights, Camera, Mother : Duane McVey
- 1966 : Laredo
  - Saison 1, épisode 26 Quarter Past Eleven : Le barman
- 1966 : Les Aventuriers du Far West (Death Valley Days)
  - Saison 15, épisode 6 The Lady and the Sourdough : Tom Despo
- 1966 : Les Rats du désert (The Rat Patrol)
  - Saison 1, épisodes 15 et 16 The Last Harbor Raid, Parts I & II : El Gamil
- 1967 : Batman
  - Saison 2, épisode 49 Catwoman va au collège (Catwoman Goes to College) de Robert Sparr et épisode 50 Batman tombe amoureux (Batman Displays His Knowledge) de Robert Sparr : Capitaine Courageux
- 1967 : L'Île aux naufragés (Gilligan's Island)
  - Saison 3, épisode 30 Gilligan, le dieu (Gilligan, the Goddess) de Gary Nelson : Le roi Kaliwani
- 1967 : Star Trek
  - Saison 2, épisode 15 Tribulations (The Trouble with Tribbles) de Joseph Pevney : Cyrano Jones
- 1967-1968 : L'Extravagante Lucie (The Lucy Show)
  - Saison 5, épisode 20 Lucy the Fight Manager (1967) : Louie
  - Saison 6, épisode 13 Lucy and the Pool Hustler (1968) et épisode 21 Lucy Helps Ken Berry (1968) : rôles non spécifiés
- 1968 : Commando Garrison (Garrison's Gorillas)
  - Saison unique, épisode 19 The Death Sentence : Dorfman
- 1968 : Perdus dans l'espace (Lost in Space)
  - Saison 3, épisode 23 The Great Vegetable Rebellion : Tybo
- 1969 : La Nouvelle Équipe (The Most Squad)
  - Saison 2, épisode 8 Willie Poor Boy de George McCowan : Braden
- 1970 : Madame et son fantôme (The Ghost and Mrs. Muir)
  - Saison 2, épisode 16 Not So Faust de Lee Philips : Barbe-Noire
- 1973-1974 : Mannix
  - Saison 6, épisode 18 Trafic dans l'ombre (Out of the Night, 1973) de Paul Krasny : Henry Watson
  - Saison 7, épisode 11 Celle que la mort attend (The Deadly Madonna, 1973) de Paul Krasny : Stack
  - Saison 8, épisode 1 Portrait in Blues (1974 - Alby) d'Alf Kjellin et épisode 12 The Choice of Victims (1974 - Chip)
- 1974 : Dossiers brûlants (Kolchak : The Night Stalker)
  - Saison unique, épisode 7 La Plate-forme du diable (The Devil's Platform) d'Allen Baron : Le barman
- 1974-1976 : Police Story
  - Saison 2, épisode 10 Explosion (1974) : Wills
  - Saison 3, épisode 17 50 Cents-First Half Hour, $1.75 All Day (1976) : Le prêteur sur gages

- 1975 : L'Homme de fer (Ironside)

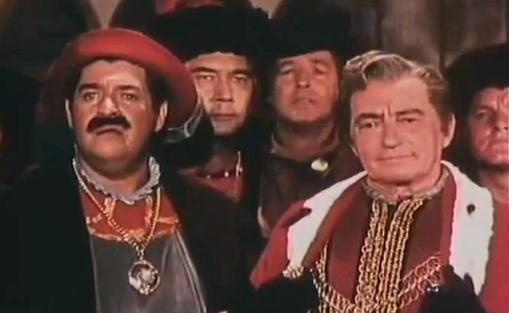
Avec Claude Rains (à d.), dans Le Joueur de flûte de Hamelin (1957)

  - Saison 8, épisode 15 The Return of Eeleanor Rogers de Don Weis : Joe Menlo
- 1976 : Au fil des jours (One Day at Time)
  - Saison 1, épisode 11 Julie's Job d'Howard Morris : Arnie

Téléfilms
- 1957 : Le Joueur de flûte de Hamelin (en) (The Pied Piper of Hamelin) de Bretaigne Windust : Le 2e conseiller
- 1959 : The Alphabet Conspiracy de Robert B. Sinclair : L'agent théâtral
- 1963 : Boston Terrier de Walter Grauman : Lieutenant Clarence McKenzie
- 1966 : Mort d'un commis voyageur (en) (Death of a Salesman) d'Alex Segal : Stanley
- 1971 : Love Hate Love de George McCowan : Wally
- 1972 : The Night Stalker (en) de John Llewellyn Moxey : Fred Hurley
- 1972 : Every Man Needs One (en) de Jerry Paris : Le chauffeur de bus
- 1973 : La Voix du vampire (The Norliss Tapes) de Dan Curtis : Le conducteur de camion
- 1975 : Cop on the Beat de Virgil W. Vogel : Freddy

### Comme scénariste
(séries, sauf mention contraire)
- 1961-1964 : Monsieur Ed, le cheval qui parle (Mister Ed)
  - Saison 2, épisode 7 Hunting Show (1961), épisode 9 Ed the Hero (1961), épisode 16 Horse Wash (1962), épisode 19 Ed's Word of Honor et épisode 22 Ed's New Neighbors (1962) (tous réalisés par Arthur Lubin)
  - Saison 4, épisode 15 Ed the Shish Kebab (1964) d'Arthur Lubin et épisode 17 Ed the Desert Rat (1964)
- 1966 : Bonanza
  - Saison 7, épisode 31 Home from the Sea de Jean Yarbrough
- 1967 : Le Cheval de fer (Iron Horse)
  - Saison 2, épisode 6 Grapes of Grass Valley de Paul Henreid et épisode 13 Dealer's Choice
- 1968 : Mannix
  - Saison 2, épisode 11 Vue sur le néant (A View of Nowhere) de John Llewellyn Moxey
- 1969 : Star Trek
  - Saison 3, épisode 16 Le Signe de Gédéon (The Mark of Gedeon) de Jud Taylor
- 1969 : Daniel Boone
  - Saison 5, épisode 20 For Want of a Hero de Lee Philips
- 1971 : Les Règles du jeu (The Name of the Game)
  - Saison 3, épisode 15 A Sister from Napoli de Barry Shear
- 1974 : Home Grown de Paul Hunt (film)